# Campeonato Mundial de Ginástica Artística de 1996
O XXXII Campeonato Mundial de Ginástica Artística transcorreu entre os dias 15 e 20 de abril de 1996, na cidade de San Juan, Porto Rico. 
Nesta edição não houve as competições por equipes e do individual geral, semelhante ao que aconteceu na edição de 1992.

## Eventos
- Solo masculino
- Barra fixa
- Barras paralelas
- Cavalo com alças
- Argolas
- Salto sobre a mesa masculino
- Trave
- Solo feminino
- Barras assimétricas
- Salto sobre a mesa feminino

## Medalhistas
Masculino
| Evento                    | Ouro                                    | Prata                                                                 | Bronze                                  |
| Salto detalhes            | Alexei Nemov · Rússia · (9,756)         | Yeo Hong-Chul · Coreia do Sul · Andrea Massucchi · Itália · (9,743)   | nenhum                                  |
| Solo detalhes             | Vitaly Scherbo · Bielorrússia · (9,787) | Alexei Voropaev · Rússia · (9,700)                                    | Grigory Misutin · Ucrânia · (9,625)     |
| Cavalo com alças detalhes | Gil Su Pae · Coreia do Norte · (9,825)  | Donghua Li · Suíça · (9,812)                                          | Alexei Nemov · Rússia · (9,787)         |
| Barras paralelas detalhes | Rustam Charipov · Ucrânia · (9,750)     | Vitaly Scherbo · Bielorrússia · Alexei Nemov · Rússia · (9,737)       | nenhum                                  |
| Argolas detalhes          | Juri Chechi · Itália · (9,825)          | Jordan Jovtchev · Bulgária · Szilveszter Csollany · Hungria · (9,737) | nenhum                                  |
| Barra fixa detalhes       | Jesus Carballo · Espanha · (9,800)      | Krasimir Dounev · Bulgária · (9,775)                                  | Vitaly Scherbo · Bielorrússia · (9,762) |

Feminino
| Evento                       | Ouro                                                               | Prata                                   | Bronze                                                             |
| Salto detalhes               | Gina Gogean · Roménia · (9,800)                                    | Simona Amanar · Roménia · (9,787)       | Annia Portuondo · Cuba · (9,756)                                   |
| Solo detalhes                | Kui Yuanyuan · China · Gina Gogean · Roménia · (9,850)             | nenhum                                  | Lavinia Milosovici · Roménia · Lybov Sheremeta · Ucrânia · (9,800) |
| Trave detalhes               | Dina Kochetkova · Rússia · (9,887)                                 | Alexandra Marinescu · Roménia · (9,812) | Liu Xuan · China · Dominique Dawes · Estados Unidos · (9,800)      |
| Barras assimétricas detalhes | Svetlana Khorkina · Rússia · Elena Piskun · Bielorrússia · (9,787) | nenhum                                  | Isabelle Severino · França · (9,775)                               |

## Quadro de medalhas
| Ordem | País            | Medalha de ouro | Medalha de prata | Medalha de bronze |    |
| ----- | --------------- | --------------- | ---------------- | ----------------- | -- |
| 1     | Rússia          | 3               | 2                | 1                 | 6  |
| 2     | Roménia         | 2               | 2                | 1                 | 5  |
| 3     | Bielorrússia    | 2               | 1                | 2                 | 5  |
| 4     | Itália          | 1               | 1                |                   | 1  |
| 5     | Ucrânia         | 1               |                  | 2                 | 3  |
| 5     | China           | 1               |                  | 1                 | 2  |
| 7     | Coreia do Norte | 1               |                  |                   | 1  |
| 7     | Espanha         | 1               |                  |                   | 1  |
| 9     | Bulgária        |                 | 2                | 1                 | 3  |
| 10    | Coreia do Sul   |                 | 1                |                   | 1  |
| 10    | Hungria         |                 | 1                |                   | 1  |
| 10    | Japão           |                 | 1                |                   | 1  |
| 10    | Suíça           |                 | 1                |                   | 1  |
| 14    | Cuba            |                 |                  | 1                 | 1  |
| 14    | França          |                 |                  | 1                 | 1  |
| TOTAL | TOTAL           | 12              | 10               | 9                 | 31 |